# Teleki-kastély (Kendilóna)
A kendilónai Teleki-kastély műemlék épület Romániában, Kolozs megyében. A romániai műemlékek jegyzékében a  CJ-II-a-B-07692 sorszámon szerepel.